# ユニバーサルデザイン
ユニバーサルデザイン（英: universal design、UD）とは、文化・言語・国籍や年齢・性別・能力などの個人の違いにかかわらず、出来るだけ多くの人々が利用できることを目指した建築（設備）・製品・情報などの設計（デザイン）のことであり、またそれを実現するためのプロセス（過程）である。

## 概説
ユニバーサルデザインという概念は、米ノースカロライナ州立大学ユニバーサルデザインセンター Center for Universal Design)のロナルド・メイス(Ronald Mace 通称　Ron Mace)により、1985年に公式に提唱されたものである。
「年齢や能力、状況などにかかわらず、デザインの最初から、できるだけ多くの人が利用可能にすること」がコンセプトである。デザイン対象を障害者や高齢者に限定していない点が「バリアフリー」とは異なる。これは、バリアフリーが、さまざまな利用者を考慮せずにつくってしまい、結果として生じた障壁（バリア）を「後から除去する」という不合理を、「最初から誰にとっても使いやすいデザインで」解消するというロナルド・メイスの考えが反映されたものである。欧米では、バリアフリーがかなり進んで後にユニバーサルデザインの考え方が提唱されたため、その違いは理解されやすかった。しかしながら、日本国内においては「バリアフリー」が不十分なうちに「ユニバーサルデザイン」の考えが紹介されたため、両者はしばしば混同されており、ロナルド・メイスの考え方が、必ずしも正しく理解されているとは言えない点もある。なお、同様の概念として、ヨーロッパにはDesign for Allという概念があり、英国からは、Inclusive Designも提唱された。現在、提唱されているSDGsの中の”No one will be left behind"(誰も取り残さない）も、考え方としては近い概念といえる。

## ユニバーサルデザインの7原則
ノースカロライナ州立大学ユニバーサルデザインセンターによるユニバーサルデザインの7原則は以下の通り（括弧内は英語の原文表記と和訳）。
1. どんな人でも公平に使えること。
（Equitable use / 公平な利用）
2. 使う上での柔軟性があること。
（Flexibility in use / 利用における柔軟性）
3. 使い方が簡単で分かりやすい。
（Simple and intuitive / 単純で直感的な利用）
4. 必要な情報がすぐに分かること。
（Perceptible information / 認知できる情報）
5. 簡単なミスが危険につながらないこと。
（Tolerance for error / うっかりミスの許容）
6. 身体への過度な負担を必要としないこと。
（Low physical effort / 少ない身体的な努力）
7. 利用のための十分な大きさと空間が確保されていること。
（Size and space for approach and use / 接近や利用のためのサイズと空間）

## ユニバーサルデザインの具体的な例
- 病院等の医療用施設向けに開発されたが、多くの人が心地よいと感じたために普及したシャワートイレ。
- 適切にデザインされた身体的負担の少ないスロープと階段の組み合わせ。状況に応じてエレベーターやエスカレーターとも組み合わせる。
- 絵文字（ピクトグラム）による視覚的・直感的な情報伝達と音声や音響、触覚による情報伝達の組み合わせ。
- ユーザーが自由に選択できる、多様な入力および出力装置（キーボード、マウス、トラックパッド、ジェスチャー、音声など）とそれらの接続、使用ができるプラットフォームとしてのパソコンやスマホ等のハードとソフト。
- 視認性やユーザーの感情に与える効果に配慮した配色計画。
- 複雑なマニュアルがなくても、直感的に使用できる製品のデザイン。
- 読みやすさ、視認性を向上させる目的で開発したフォント[3]。

なお、立ち上がりやすさを優先して「ユニバーサルデザインに配慮している」と謳った座席は座面高が高くなるため、身長の低い人にとって逆に使いづらくなっているケースがあるなど、物によっては一方を立てると一方が不利益を被るため、完全なユニバーサルデザインは難しい。そのため、座席で言えば座面が低いものと高いものを併存させるなど、選べる環境を作ることで誰もが使いやすい環境になることもある。
また、ユニバーサルデザインの市場規模は、2020年現在で40兆円を超えている。

## 建築・住宅におけるユニバーサルデザイン
建築は誰もが使えなければおかしい。これがユニバーサルデザインを最初に提唱したロナルド・メイスの原点だった（用語の初出はDesigners West, 1985）。もともとは戦争で障害を負った退役軍人が出征前は何の問題もなく利用していた建築に入ることすら拒まれることが続出したのに対して、その問題を是正しようとしたのがバリアフリーデザインの始まりである（ASA A117.1-1961）が、そもそも改修するのではなくて最初からバリアをつくらないようにできているのが当たり前、利用目的が果たせないから別の建築をもう一つ建てるということはあり得ないだろう、というのが建築におけるユニバーサルデザインの主張である。
公共建築に敷地外から接近し、中に入って用事が果たせるようにするには、上下移動も含めて経路にバリアがなく、主要な機能が使えなければならないし、情報の提供に際しては視覚、聴覚、触覚などを意識する必要がある。もちろん細かいところに目をやれば、これは使えないということが起きるが、複数用意されるものを異なったデザインとすればほぼ問題を解決できる（例えば車いす対応トイレの右勝手と左勝手など）。
わが国では、前述のA117.1が及ぼした世界的な流れを受けて、いろいろな機会、場所でバリアフリー設計指針類がつくられたが、その適用は任意であったので実効は挙がらなかった。それなりに機能するようになったのは1994年に成立したハートビル法以降である。この法律では急速な高齢化の危機意識を利用する形で建築のバリアフリー化をお薦めメニューとしたが、義務ではなかったので一気に変わるまでには至らず、効果をあげるためには2002年の法律改正で建築確認の対象とされるまで待たねばならなかった。
住宅のユニバーサルデザインについては、若干アプローチが違ってくる。なぜならある住戸にふつうは複数の居住者がいるので、誰に合わせるのか、という問題が生じるのだ。これについては、いちばん必要度が高い居住者の要求を満足させるようにつくるべきということになる。あらかじめ誰が住むのか決まっているとは限らないので、おおよそこの程度は基本原則であるとしてつくり、それ以上は居住者が決まってから調整するというのが合理的である。
わが国の長寿社会対応住宅設計指針では、原則室内段差無し、要所の手すり設置（準備）、そして室内移動時の幅員確保（廊下とドア）は当初から行われるべきとされた。俗にバリアフリー3点セットと称されたが、この3つが住宅のユニバーサルデザインの基本である。それらがなされていれば、居住者の能力（の低下）に応じての対応がやりやすい。
なお、段差解消が難しいと抵抗が大きいのは浴室であったが、阪神淡路大震災後の復興住宅の建設に当たって段差無しの浴室ユニット開発が至上命題とされ、結果として民間の分譲マンションにもそれが普及した。今では家族用のマンション住戸で跨がないと入れない浴室ユニットは例外的にしか見られなくなっている。

## 公共交通のユニバーサルデザイン
ユニバーサルデザインは「可能な限り最大限に」と、今まで以上のものを求める姿勢であるが、法は最低限の要求水準を定めるもので、もともとこの二つは異なる方向性を持っている。しかしわが国の公共交通のユニバーサルデザインにおいては、2005年に国土交通省がユニバーサルデザイン政策大綱を定めたこともあって、法、特にバリアフリー法が重要な役割を果たしてきている。
公共交通は誰もが使えることが前提となり、ユニバーサルデザインであることが求められる。これには利用者のニーズを反映することはもとより、都市部への集中、地方での過疎に加えて高齢化といった社会情勢の反映も重要な要素である。これまでの公共交通は、一般に、利用者を集団として一定の方向あるいは目的地に同一方法で運ぶことにより、安価で安全で、高速な移動を提供してきた。待ち時間なくドアtoドアで移動したいというニーズは、高齢化によってますます高まっている。それは今までの公共交通では実現が難しかった。これからのユニバーサルデザインを目指す公共交通は、これまでのマスとしての移動と共に、利用者個々のニーズの実現に焦点を当てる必要がある。
地方では公共交通が衰退し、高齢になって運転できなくなったら、病院にも買い物にも行けなくなるという現実がある。これに対してデマンドバスや、タクシーの活用、近年では自動運転バスの導入など、自治体も介入してさまざまな検討がなされ、実際に運用されているところもある。都市部周辺においても、高度経済成長期に大都市周辺の丘陵地帯を開発したニュータウンで、傾斜地における高齢の人の移動をどう確保するかという課題を抱えている。
都市部では、バリアフリー法の規定もあって、ノンステップバスやUDタクシーの普及、駅のエレベーターや車いす対応トイレ、駅ホームからの転落防止柵の整備が進んでいる（国土交通省「移動等円滑化の促進に関する基本方針」）。とりわけ大都市ではラッシュ時の過密さが問題である。この密度を軽減するには、テレワーク、時差出勤といった働き方改革など、鉄道以外の変化が求められる。また情報通信技術によってさまざまな移動手段を有機的、効率的に活用するMaaSが注目されている。
近年は、複雑な駅構内の案内誘導を外国人、視覚に障害のある人、色覚少数者等にどうわかりやすくするかについても、さまざまに試行されている。また接遇係員が多様なニーズに理解を持てるようにする意識改革も進められている。
また、よりよい公共交通をめざして、利用者の声を反映させる取り組みも行われてきている。中部国際空港、羽田空港第3ターミナル、成田空港では何年もかけて利用者と専門家、空港関係者等が検討作業を重ね、それを施設に反映させる取り組みが行われ、事後評価を継続しているところもある。こうした取り組みは大規模プロジェクトならではのものだが、そこに関係した人たちが他の、基準作りや事業の場でこの経験を活用することで、わが国全体のレベルアップにつながっていくことになる。

## プロダクトとユニバーサルデザイン
近代以降の工業製品は、大量生産技術の発達とともに大衆化し、多くの人々が科学技術の成果を享受できるようになった。企業活動として同じものを大量に生産する過程において、つくるるユーザ像は、できるだけ多くの人に使えるようにと考えると、「平均的な人」あるいは「平均的な世帯」とせざるを得なかった。この結果、想定されたユーザ像から外れる人にとっては、その製品は「使えないモノ」あるいは「使いづらいモノ」でしかなかった。
デザインが排除してきたこれらのユーザ特性に対して、デザイナがその存在を意識し、デザインの初期段階から対応策を検討することで、合理的な範囲で少しでも多くの人をユーザの中に包摂する可能性がある。あらゆる条件に一つのデザインで対応することはほとんど不可能であるが、標準的なデザインから離れて特別なユーザニーズに応えるデザインは、価格上昇につながるかあるいは他の大多数には不要な機能となり、商品となりにくい。しかし、高機能化とユーザグループの拡大という二つのベクトルの合成方向を目指したデザインを行うと、市場原理に沿った製品開発が可能である。たとえば、製品上の小さな文字表示や、難解な操作方法は、多数のユーザも不満を抱えていたに違いないが、他に選択肢がないため仕方なしに購入するよりなかった。そもそも見えない、聞こえない、手が使えないといった状態は、障害のある人だけの問題ではなく、環境条件や置かれている状況次第では一時的にせよ誰にでも起きる問題である。従来は少数派のニーズとして片付けられてきたことの中に、実は多くの人が抱えてきた問題が潜んでいることは少なからずある。それらを解決した事例としては、温水洗浄便座、ライター、レバー式ドアハンドルなどがある。手を触れずに何かができるという機能は、感染症対策上も有効である。 
社会の高齢化が急速に進んでいる今、人口の1/4を超える高齢者をユーザから除外して経営は成り立たない。企業としては、ユーザ満足度を高め、少しでも多くの人をユーザとして取り組み、市場占有率を高めなければならず、今後高齢化が急速に進む東アジア市場に対する戦略としても重要である。 
個別のユーザニーズを大量生産される製品に取り入れることは現実的に難しいが、３Dプリンティング技術やIoT技術は個別対応を可能とする。大量生産品に対してこれらを組み合わせることで、個別の細かなニーズへの対応の可能性が見えてきている。例えば、家具メーカのイケアが行っているソファなどの座面を高くする足の３Dデータの提供と出力サービスの試み（ThisAbles.com）や、スマートスピーカによる家電製品の操作などの応用がある。製品に対する改造と判断されてしまうと製造物責任法（PL法）上問題となるかも知れないが、未だにユーザとして包摂されていない重度な障害のある人にとって、一つの可能性となるのではと期待されることもあります。 

## ワークプレイスのユニバーサルデザイン
ユニバーサルデザインは主に不特定多数のユーザーが使う公共空間、プロダクト等が対象であったが、ワークプレイス（働く場）にも概念が拡大している。障がいのあるワーカーやシニアワーカーの就労機会の拡大、外国人ワーカーの増大、子育て中の女性や身内の介護に携わる人など、様々多様なワーカーが働くことを前提とすべき社会にいて、「誰でも働きやすい」ワークプレイスのユニバーサルデザインが必要とされている。
ワークプレイスのユニバーサルデザインには、建築空間のアクセシビリティやユーザビリティばかりではなく、家具・什器や情報機器などのエルゴノミクス的視点を含め、「働く」という行為を取り巻く総合的な「働きやすさ」が必要となる。また、「働きやすさ」というゴールを実現するためには、建築から機器に至るまでのハードウェアが使いやすいだけでなく、多様なユーザーが「自分にとって最も快適で使いやすい環境を選択できる」というアプローチが有効であり、ワークプレイス全体で考えた場合のDesign for allとなる。例えばその時々の仕事の内容等により、オフィス空間の中で自分が最も働きやすい場所・環境を選択できるABW（Activity Based Working）は、全てのワーカーにとってメリットが大きい。
このABWの考え方を、在宅勤務、サードプレイスでの仕事などまで広げれば、ワーカーが自分の働き方を合理的かつ自律的に選択でき、「通勤」「オフィスでの勤務」といったストレスからも自由となる。また「働く」という点から見ると、プレイス（場）への配慮とともに、情報へのアクセス、人と人のコミュニケーションやコラボレーションにおけるスムースさといったソフト面にも配慮が必要となる。これらも広い意味でワークプレイスのユニバーサルデザインといってよいものだ。
近年、快適でストレスの少ないウェルビーイングの高いワーク環境が、仕事の生産性・創造性向上に大きな効果があることが実証され、また、ワーカーの満足度向上、リクルーティングにおける優位性が期待されることからも、企業等における関心も高まっている。

## 衣のユニバーサルデザイン
「衣のユニバーサルデザイン（以下UD)」とは、衣服などができるだけ多くの人に受け入れられ、楽しまれるためのデザインである。衣のUDに必要な要素は多様であるが、審美性、機能性、有用性、社会性、安全性、視認性などが重要である。
＜審美性：時代感覚やおしゃれ感、ファッション性を大切に＞
年齢や障害にかかわらず、おしゃれを楽しめる魅力的なデザイン、素材、色、柄であることが重要である。高齢者だから地味に、という固定的な考えでなく、むしろ「孫とお揃い、色違い」といった感覚で、楽しみながら着こなせるのがよりユニバーサルであるといえる。
＜機能性：服のサイズや体形に不満を持つユーザーや車いす利用者などに配慮する＞
年齢が変わってもファッションを楽しめるよう、多様なサイズを取り揃える。5歳と25歳では当然のことながら体格が変わるが、大人になっても25歳、45歳、そして65歳と加齢に伴って、骨格、体形、筋肉、脂肪のつき方等が変わるので、それに対応した適切なパターンと多様な選択肢が求められる。着物や浴衣は、その柔軟性・可変性という点では、ユニバーサルといえる。車いす利用者のスラックスは後ろ股上を深くして座りやすくしたり、ジャケットなどの前丈を短くして座ってもかっこよく見えるようにする。
＜有用性：身体機能の低下やサイズ調整などに配慮する＞
関節が動かしにくい、指先が動かしづらいなどの人のために、これまでも、ボタンの替わりにファスナー、さらにはベルクロ（商品名としてはマジックテープとして知られる）といった着脱を助けるための道具が開発されてきた。コートの内側につける取り外し可能な薄手の防寒ベストは、体温調整が難しい人にはもちろん、季節の変わり目には誰にとっても有用である。背面にかけて縫い目の少ないデザインの衣服は、車いすユーザーには必須だが、同様に座る時間の長い運転手などにも、肌が擦れなくて良い。スカートやスラックスのウエストに調整可能なデザインを取り入れると、年齢を問わず着易さが増す。
＜安全性：安全への配慮＞
災害の発生時に着脱しやすい機能を取り入れる。例えば、けがを防ぐためにフード（頭巾）に衝撃吸収材を入れる。ファスナーは緊急時に上下で開閉可能なものを使用して、着脱が素早くできるようにする。また、発生時のみならず、予防の観点も重要である。パジャマや浴衣を始め、袖などの着火しやすい箇所には、燃えにくい難燃性素材を使用する。夜間の外出時には、反射材を用いた靴や衣類を使用することで事故を予防することは、子ども、学生、高齢者など多様な人にとって有効である。
＜社会性：環境への配慮＞
製造や流通、販売の過程において、環境や持続可能性（サスティナビリティ）に配慮する。オーガニックな素材を育て、用いることで、環境に配慮し、化学物質過敏症の人も利用可能な衣類となる。また、誰でも使えるアクセシブルな試着室は、車いすやベビーカーユーザー、LGBTQの人にとっても、利用可能なものとなる。
＜視認性：わかりやすさ＞ 
衣類の着脱の方法が、直感的にわかりやすいことは最低条件である。どうすれば袖を通せるのか理解に苦しむブラウスや、複雑極まる紐結びの靴などのファッションも存在するが、それらはUDからほど遠い。また、購入時にはサイズや素材、利用時には洗濯の方法などを確認する必要があるため、品質表示、洗濯表示、サイズ表示などの文字やピクトグラムなどの記号は、書体や色使いに配慮する。

## 学校教育のユニバーサルデザイン

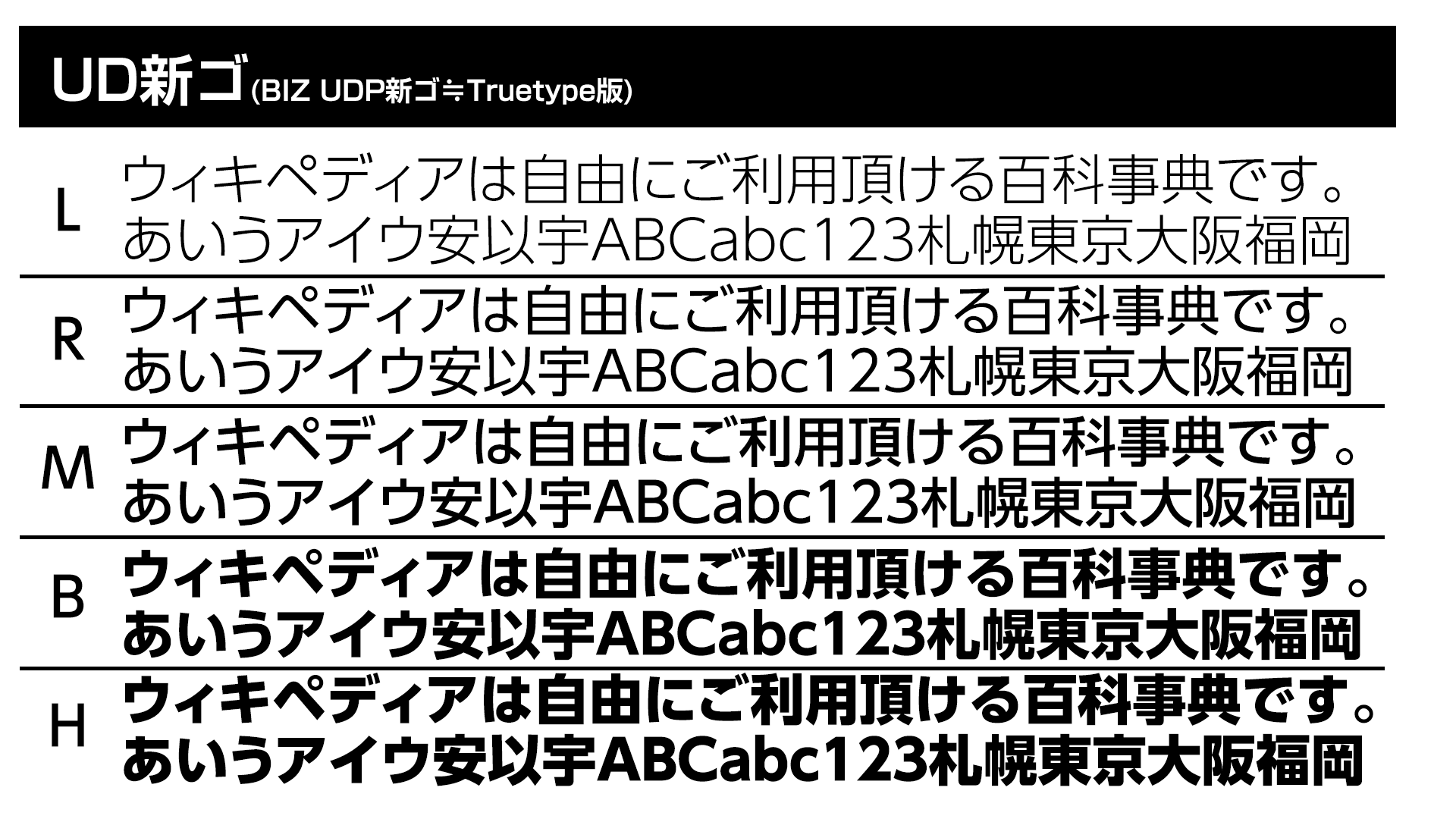
ユニバーサルデザインフォントの例。

米国では1975年に全障害児教育法を制定し、あらゆる子どもがきょうだいと同じ学校へ行き、個別支援プログラム（IEP）に基づき、個々のニーズを大切にした教育を受ける制度を確立した。そういった流れを受けて、国連は1994年6月、サラマンカ宣言を出し、障害児など特別なニーズを持つ児童の学習をほかの子どもたちと同じ環境に包摂していく方針を出した。これにより、各国はこれまで障害児を分けて教育する方針を転換し、インクルーシブ教育へと舵を切った。一方日本の文部科学省は、長く分離政策をとっていたが、障害者権利条約の批准に伴い、2015年より方針を転換し、インクルーシブな教育環境を実現するための研究や提言を行ってきた。この結果、徐々に教育のユニバーサルデザインが進んできている
教育のユニバーサルデザインとは、障害のあるなしにかかわらず、それぞれにとって最適な教育を受けられることを意味する。ニーズの重い児童学生のための配慮が、軽いニーズの人にもメリットがある場合も多い。学校の建物にスロープやエレベーターがあれば障害のある児童や保護者がアクセスでき、学校が避難所になる際にも機能する。教科書が電子化されて拡大や音声読み上げが可能といったアクセシビリティが確保されていれば、視覚障害のみならずページをめくることが難しい肢体不自由や識字障害の児童学生にも読書権を保障できる。発達障害の学生にわかりやすい授業は、クラス全体の理解を深めることも可能である。このような全体としてのユニバーサルデザインと同時に、授業で手話通訳やスマホによる字幕表示を利用したり、聴覚過敏の発達障害児がイヤーマフを利用したりといった個別の合理的配慮への対応も重要である。
高等教育においても、2018年に合理的配慮が義務化されたため、各大学等においては障害学生支援室などを設け、大学全体のユニバーサルデザインのハード、ソフトを見直している。学生自身が自らのニーズに基づき、自分に必要な合理的配慮とは何かを周囲に伝え、インクルーシブな学習や雇用環境を自ら作り出していく能力の開発が求められている。
AI（人工知能）などコンピューターの技術革新によって将来、多くの仕事が変革する可能性がある。求められる能力も変わってくる。こういった社会を生きる上で、課題を発見し、解決策を提示する資質・能力を着実に育む学校教育への転換が求められている。大学においては、社会人基礎力をつけることが重要であり、人生100年時代においては、40代60代80代でも学び続けられるユニバーサルな教育環境が必要となる。産官学民が連携し、地域社会に必要な課題発見、課題解決を行うなど、教育環境においても、学習主体である児童・生徒・学生・社会人学生が、保護者や地域の人々等と共に創り上げていく発想や設計思想が重要である。その際にも、社会の構成員である多様な人々を理解し、共に生きていくDiversity&Inclusionを理解することが重要である。男性の20人に一人いるといわれる色覚少数者の学生が、緑の黒板に赤では読みにくいため朱色のＵＤチョークを使うことや、多様な年代にとって読みやすいＵＤフォントの利用が推奨されている。このような考え方は読みやすさ、視認性を高めるもので、教育現場だけでなく、今では多くの新聞や書籍、プレゼンテーションやサイン、パッケージデザインなどでも利用されている。 

## 海のユニバーサルデザイン
海水浴場は障がい者や高齢者の方が自らが訪れ、海水浴を楽しめる場所ではなかった。ビーチマット（アクセスマット）と呼ばれる砂浜に設置することで車椅子ユーザーやベビーカーユーザーも砂浜を通行できるマットや水中でも適度に浮くことができる水陸両用車椅子を活用することで海のユニバーサルデザイン化、海のバリアフリー化を推進する。障がい者専用駐車場・専用更衣室・バリアフリートイレを行政側と協力して設置。社会の高齢化や海水浴利用者が減少する中、環境NPO／NGOの国際環境教育基金(FEE)が「厳しい基準を満たした砂浜、ヨットハーバー、持続可能な船観光事業」に対して贈るブルーフラッグビーチ認証とともに海岸のイメージを向上する取り組みとして評価されている。須磨海水浴場を中心に広がるユニバーサルビーチプロジェクトは2019年国際ユニヴァーサルデザイン協議会（IAUD）賞を受賞し、動きは全国に広がってきている。須磨海海水浴場は、2023年の『北半球ブルーフラッグ認証におけるベストプラクティス賞』で世界51か国、5,036か所のビーチ・マリーナ・観光船舶の中から世界2位に選ばれた。

## ユニバーサルデザインへの批判や誤解
ユニバーサルデザインという言葉は、1997年のグッドデザイン賞（Gマーク）において「ユニバーサルデザイン賞」が設置されたのを契機に、日本国内において使われるようになった。
グッドデザイン賞において審査委員長を務めた川崎和男は、「ハートビル法、ノーマライゼーション、バリアフリーなどの呼称は、少数派といわれてきた領域を、デザインの対象にしているようだが、実は、デザインそのものの本質を語り直しただけにすぎない。デザインの本質を浮かび上がらせるという点においては、確かに行政から市場経済に対して、一般的な認識を促すことができた。しかし、流行語となったことで、以降、現在（注：2003年ごろ）に至るまで、その本質は見失われてしまった。」と日本国内におけるユニバーサルデザインの状況を批判している。
アメリカでユニバーサルデザインが誕生した社会的背景として、公民権運動の流れから施行されたADA（障害を持つアメリカ人法）という法律の存在がある。建築家であり教育者であるロナルド・メイスは、この法律の限界を踏まえたうえで、あらゆる人が快適に暮らすことができるデザインとしてユニバーサルデザインを提唱した。一方、傷痍軍人や障害者といった人々の自立と雇用を促進し、納税者へと変えることによって低コストな社会を実現して国力低下を防ぎたいアメリカの思惑とも合致したことが、アメリカ社会においてユニバーサルデザインが受け入れられていく土壌ともなった。
また、川崎和男は「彼（ロナルド・メイス）による7原則論が基本と考えられているが、それは米国中心の考え方にすぎない。日本では、1989年の世界デザイン会議で、NASAのデザイナーであった、故マイケル・カリルが初めて提唱している。元々は、WHOの国際障害者年(1980年）のための、メイスンのレポート「バリアフリーをめざして」(1970年)で登場した言葉といわれているが、一方では、カリルによる、先進国家特有の消費経済主義に偏った訴訟社会批判の意味を持った言葉であり、メイスにも影響を与えたと私は考えている。」と、ユニバーサルデザインが生まれた背景について解説している。
バウハウス以来、デザインは人々の暮らしをある種の「規格」にあてはめることによって、合理主義・機能主義的で、大量生産を前提とした工業化社会と芸術のあり方を示し、自由で豊かな生活を実現してきた。反面、デザイン（とその思想を前提とした社会）は人間の持つ多様性を容認せず、規格（モジュール）に縛りつけてしまうという逆説的かつ重大な欠陥を抱えることになった。このことは、「自分の体型に合った服を既成品に見つけることが難しい」という日常的な体験に置き換えて考えると理解しやすい。こういったデザインの理想主義的な側面は、ユニバーサルデザインにおける「誰もが使いやすい」という実現不可能な幻想へとつながっている。このことを踏まえ、川崎和男は日本におけるユニバーサルデザインの問題点を次のように指摘する。
「日本では、高齢化社会を迎えるにあたって、商業的・行政的に最もふさわしい言葉として重宝されている。「誰もが使いやすいモノやコトのデザイン」という定義が一般化してしまったことは、この言葉の本質を訴求するうえでは、大きな誤用であったと指摘しておきたい。（中略）『誰もが使えるモノ』などあるわけがなく、高齢者や幼児、障害者すべてに対するデザインが、いわゆるユニバーサルデザインそのものの本質において、デザインの理想主義の確信を強調させた意味を持っているだけである。」川崎和男は、「必要なのは、この流行語を、『ヒューマン・センタード・デザイン』という言葉による再定義によって、その本質をもっと訴求することである」と述べている。
なお、このようなユニバーサルデザインへの誤解、すなわち一つのものが全員に使えるデザイン、および障害者向けのデザインという誤った理解が、日本のプロダクトデザイナーの間に普及してしまったために、社会全体を、子どもからシニア、外国人や女性、左利きなど、多様な人が不便に感じない社会を作り出すというユニバーサルデザインの思想は、日本では浸透しきれていない。
また、ユニバーサルデザインという言葉の誤用によりに誤解を生じた例もある。例えばユニバーサルスプーンという名称で流通している製品は、高齢者の介護現場で使われることを意識して作られたものもあり、これが必ずしも障害者全般に使いやすいとは言えない状況である。このような、誤用から来る誤解を払拭することは容易ではない。

## ユニバーサルデザインに関連する概念や用語

### 理論や手法
- アフォーダンス
- HCD

### 関係する用語
- カラーユニバーサルデザイン
- ユニバーサルサウンドデザイン
- 国際ユニヴァーサルデザイン協議会（IAUD）
- ユニバーサルビーチ

### 資格等
- 福祉住環境コーディネーター